# آلدو دونلی
آلدو دونلی (انگلیسی: Aldo Donelli؛ ۲۲ ژوئیهٔ ۱۹۰۷ – ۹ اوت ۱۹۹۴) یک بازیکن فوتبال اهل ایالات متحده آمریکا بود.